# Klebriger Drüsengänsefuß
Der Klebrige Drüsengänsefuß (Dysphania botrys, Syn.: Chenopodium botrys), auch Kleb-Drüsengänsefuß oder Gewöhnlicher Drüsengänsefuß genannt, ist eine Pflanzenart aus der Gattung Drüsengänsefüße (Dysphania) innerhalb der Familie der Fuchsschwanzgewächse (Amaranthaceae). Er ist in Eurasien verbreitet.

## Beschreibung

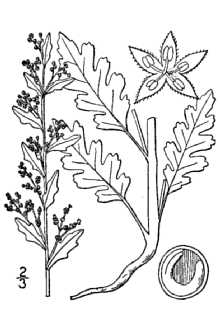
Illustration

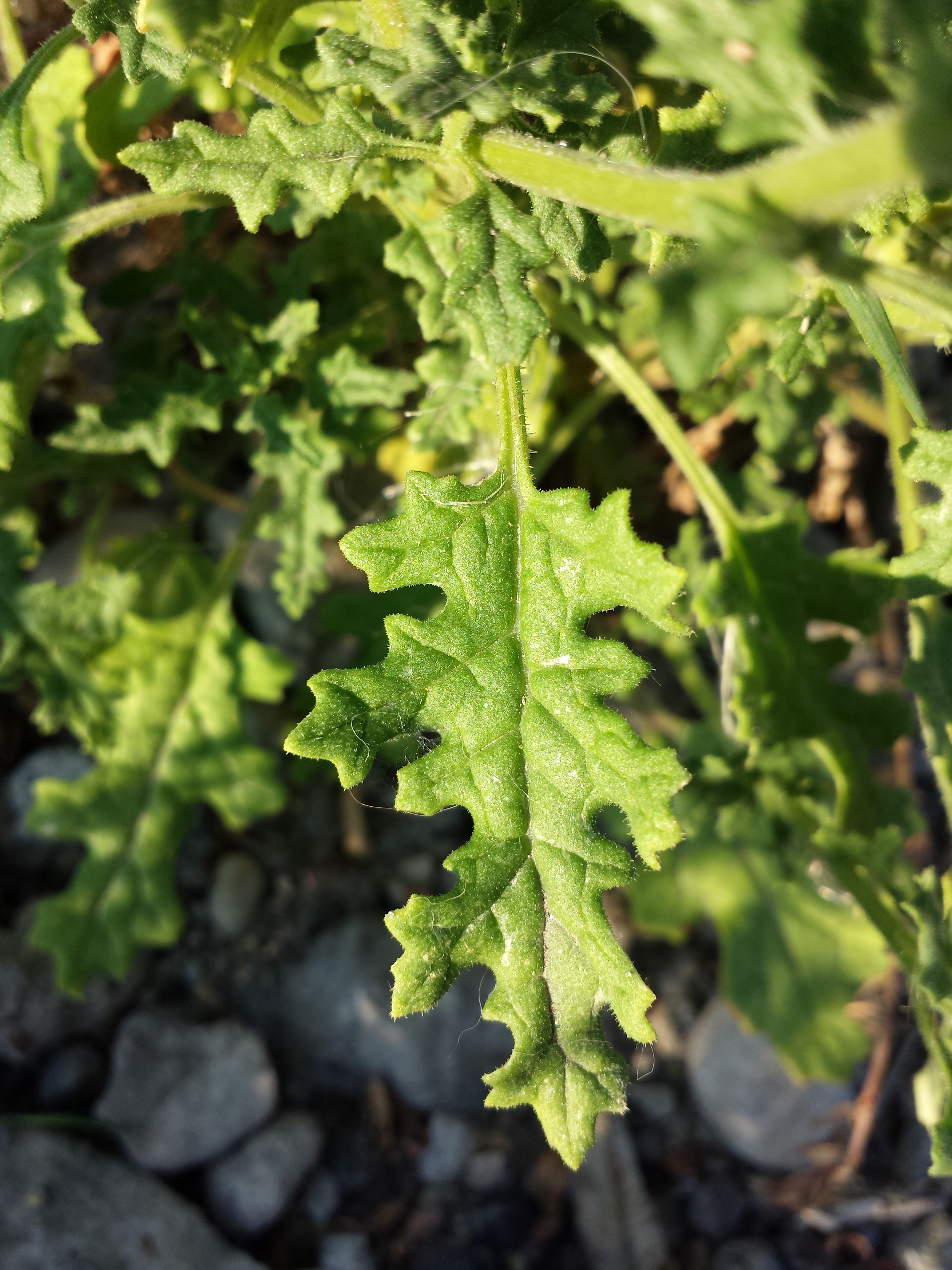
Laubblatt

### Vegetative Merkmale
Der Klebrige Drüsengänsefuß ist eine einjährige krautige Pflanze. Die oberirdischen Pflanzenteile sind dicht mit kurzgestielten, klebrigen Drüsenhaaren (Trichomen) bedeckt und dadurch riecht er intensiv aromatisch nach Kiefernharz. Der aufrechte bis aufsteigende Stängel ist bei einer Wuchshöhe von 10 bis 60 (selten bis 100) cm von der Basis an mehr oder weniger stark verzweigt mit größeren unteren Ästen. Stängel und Äste sind schwach kantig bis stielrund und gelblich gestreift.
Die wechselständigen, gelbgrünen Laubblätter sind 2 bis 10 Millimeter lang gestielt und besitzen eine Länge von 1,3 bis 4 (bis zu 7) Zentimetern und eine Breite von 1 bis 2,7 Zentimetern. Die im Umriss längliche oder ovale Blattspreite ist fiederspaltig mit etwa fünf ganzrandigen oder wenig gezähnten Lappen, am Rand leierförmig-bogig, an der Basis keilförmig. Die oberen Blätter sind kleiner, lanzettlich und oft ganzrandig.

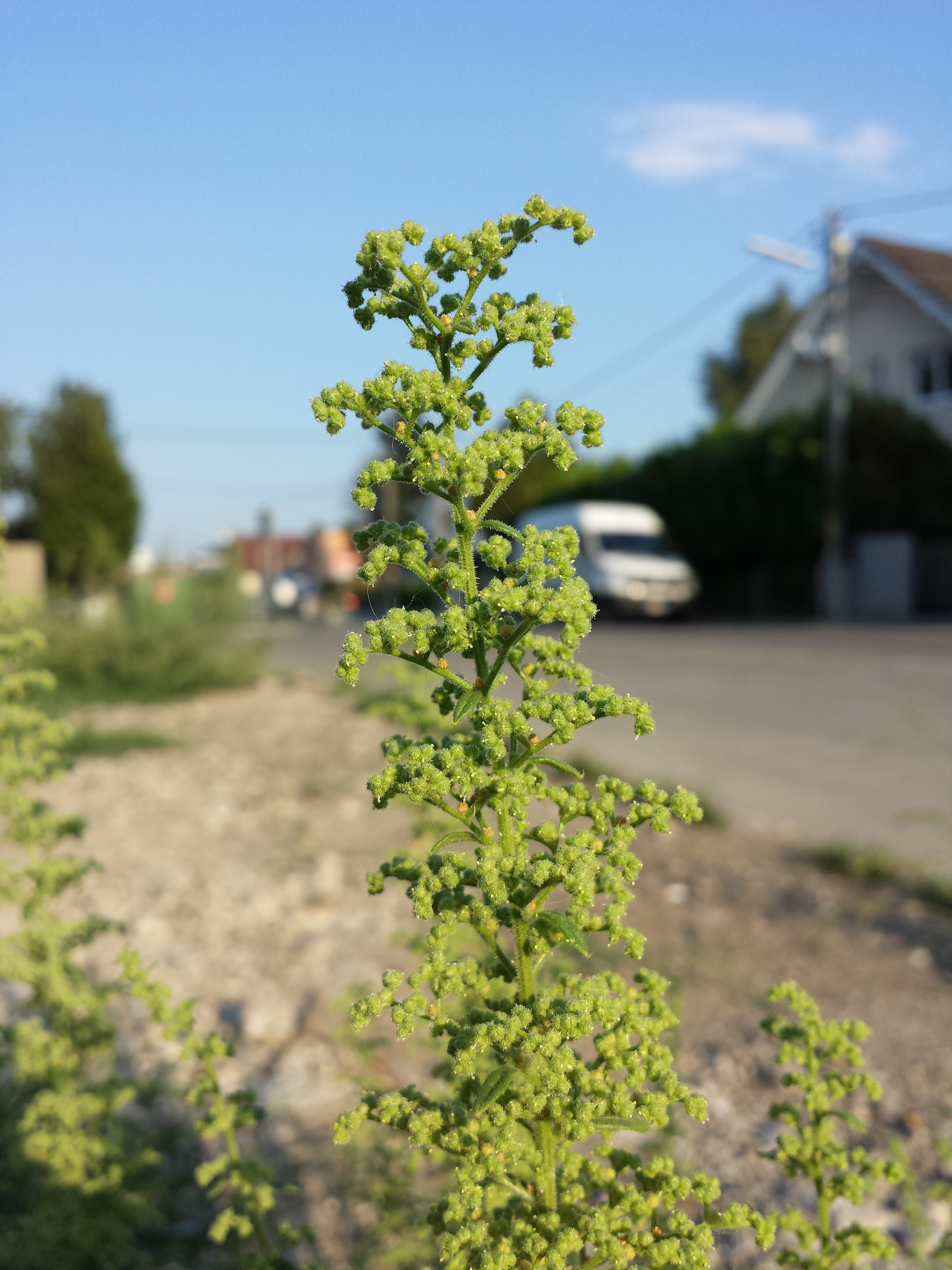
Blütenstand

### Blütenstand und Blüte
Die endständige, 12 bis 24 cm langen scheinährigen Gesamtblütenstände sind aus blattachselständigen, deutlich gestielten und verzweigten zymösen Teilblütenständen zusammengesetzt. Im oberen Teil des Blütenstandes sind die Tragblätter stark reduziert. Vorblätter fehlen. 
Die Blüten sind zwittrig. Die Blütenhülle besteht aus fünf (selten vier) freien, gelb-grünen, hautrandigen, auf dem Rücken dicht drüsigen Tepalen, die elliptisch bis eiförmig-länglich mit einer Länge von 0,7 bis 1,1 mm und einer Breite von 0,5 bis 0,7 mm sind und auf dem gerundeten Rücken keinen Kiel und keine kammartigen Höcker tragen. Es sind ein bis drei (selten fünf) Staubblätter und ein oberständiger Fruchtknoten mit zwei fadenförmigen Narben vorhanden.  
Die Blütezeit reicht von Juli bis August.

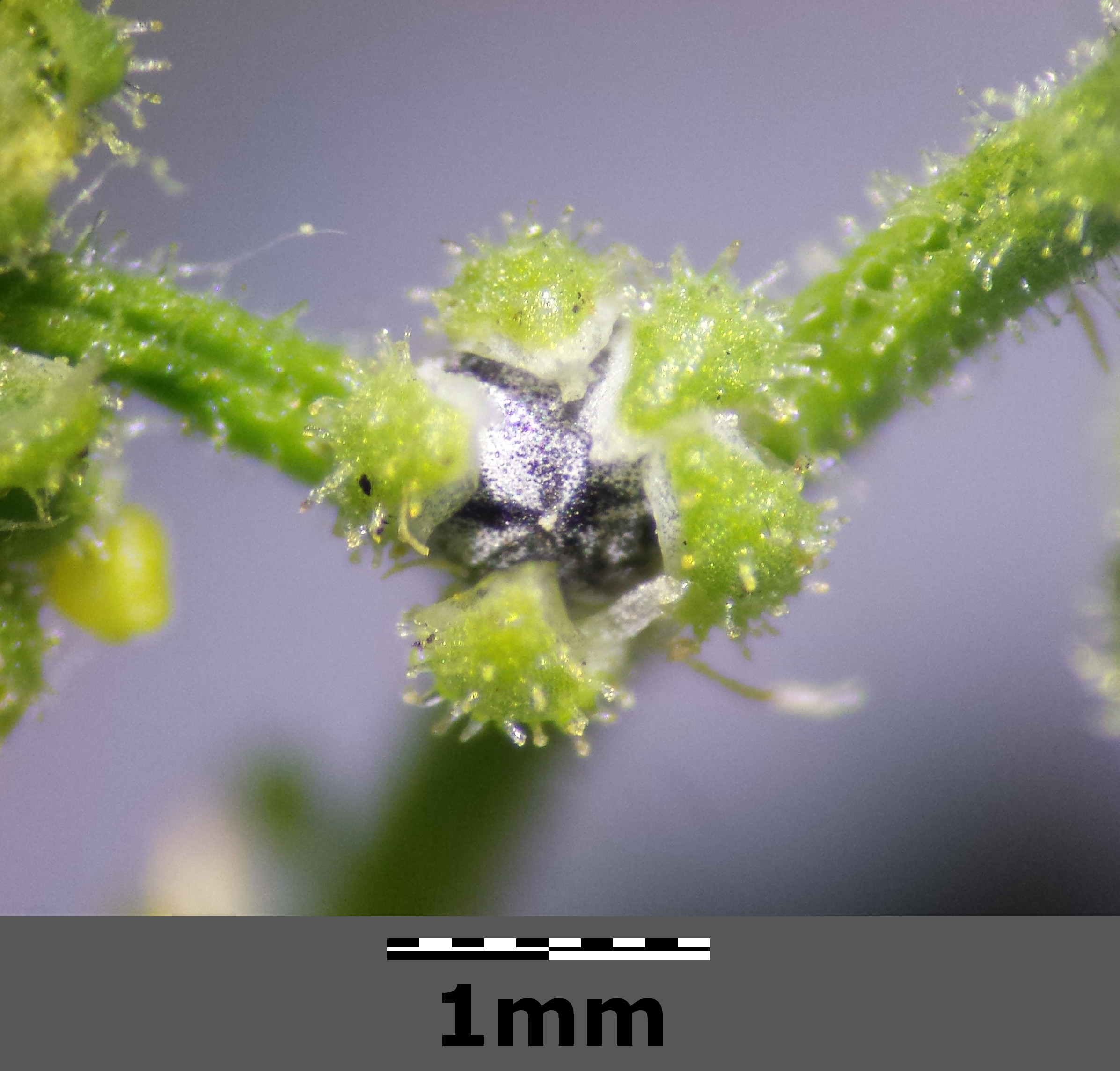
Blüte/Frucht

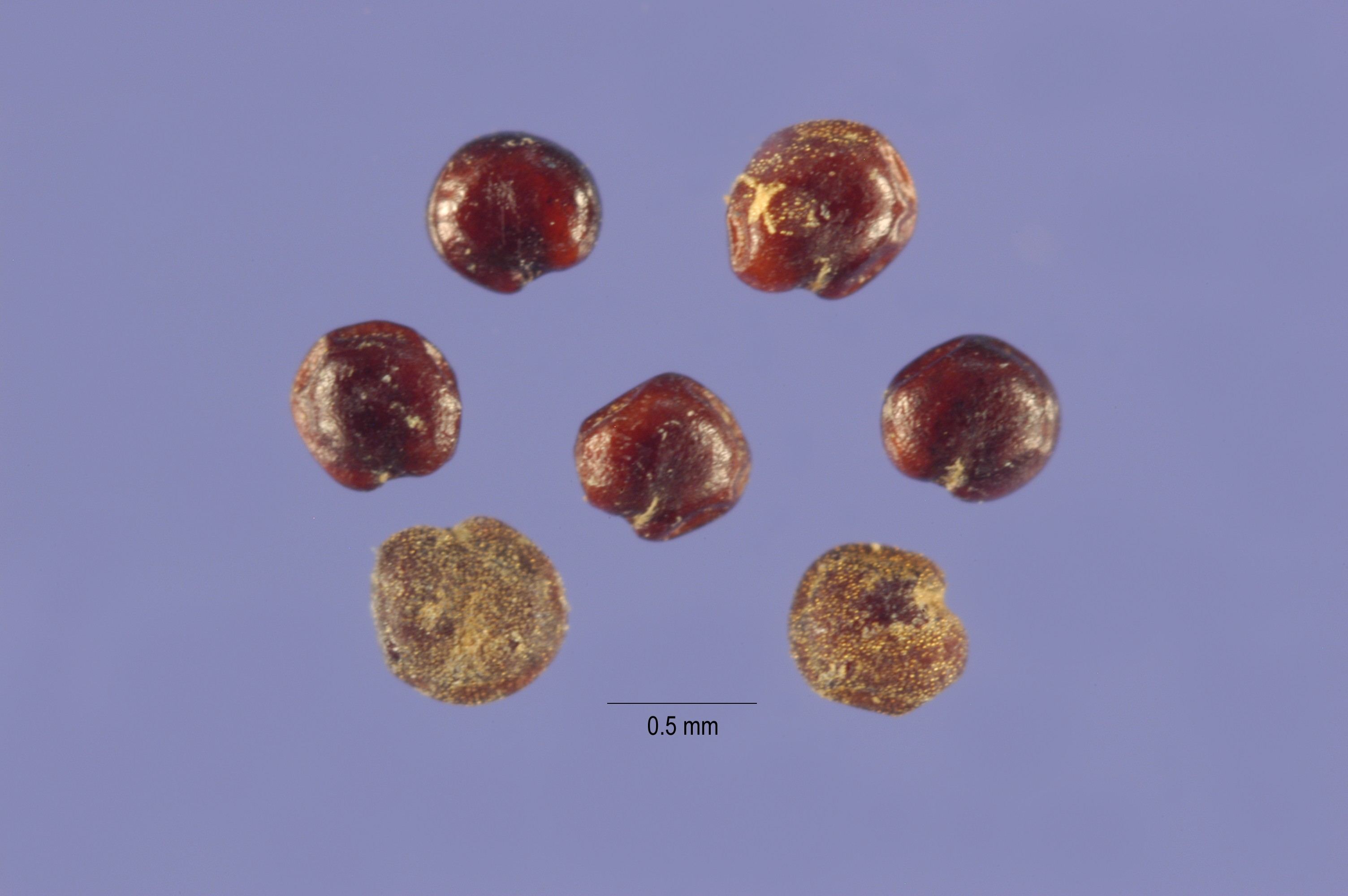
Früchte und Samen

### Frucht und Samen
Die Frucht wird von der aufrechten Blütenhülle umgeben. Die häutige Fruchtwand ist anfangs papillös und wird später runzelig und weißfleckig und liegt dem Samen an. Der horizontale, kugelige oder etwas abgeflachte Samen weist einen Durchmesser von 0,6 bis 1 mm auf. Sie sind schwarz und glänzend und sind am Rand abgerundet oder haben einen schwachen Wulst.

### Chromosomenzahl und Photosyntheseweg
Die Chromosomenzahl beträgt 2n = 18, einmal wird auch 2n = 16 angegeben.
Der Klebrige Drüsengänsefuß ist eine C3-Pflanze mit normaler Blattanatomie.

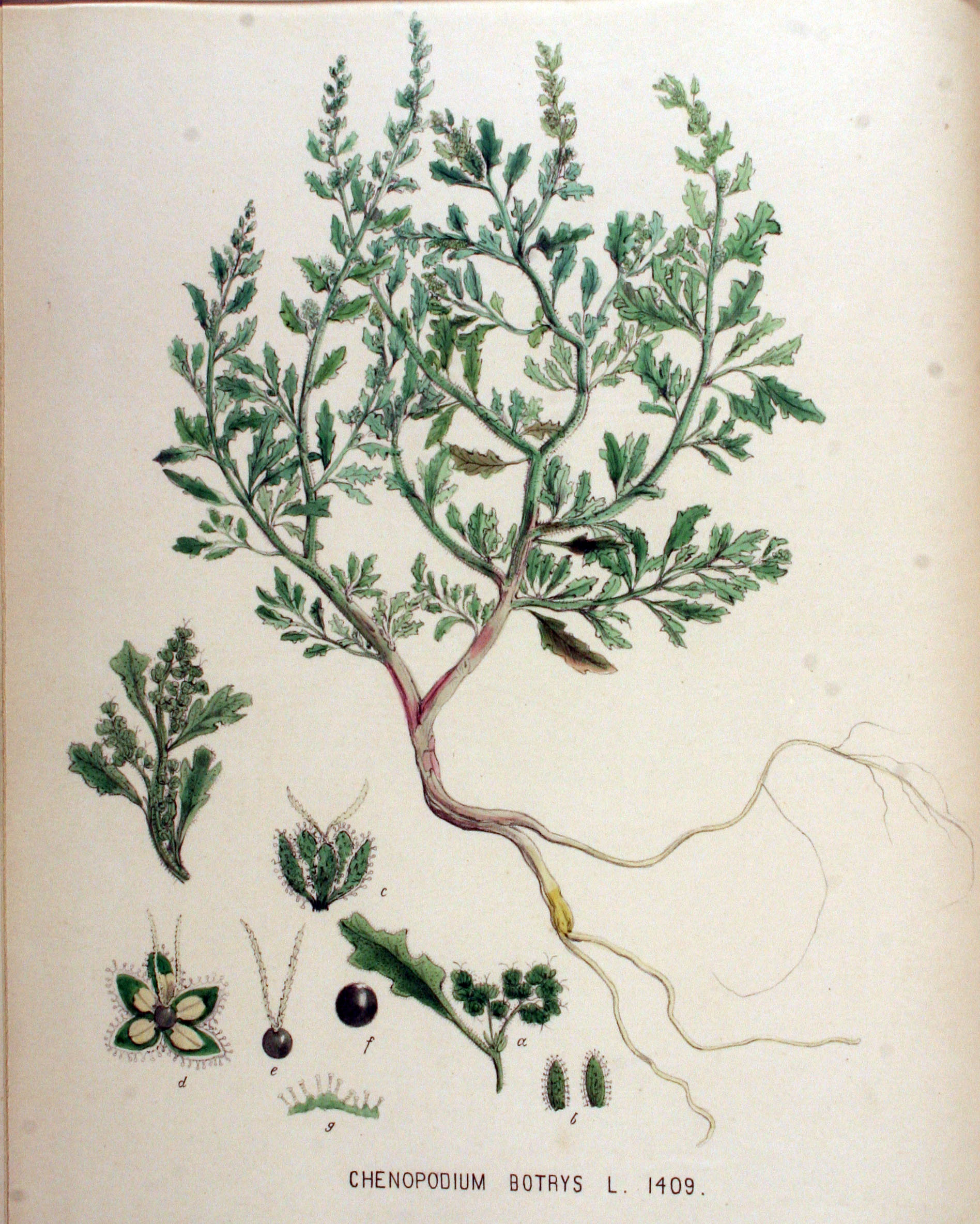
Illustration aus Flora Batava, Volume 18

## Ökologie

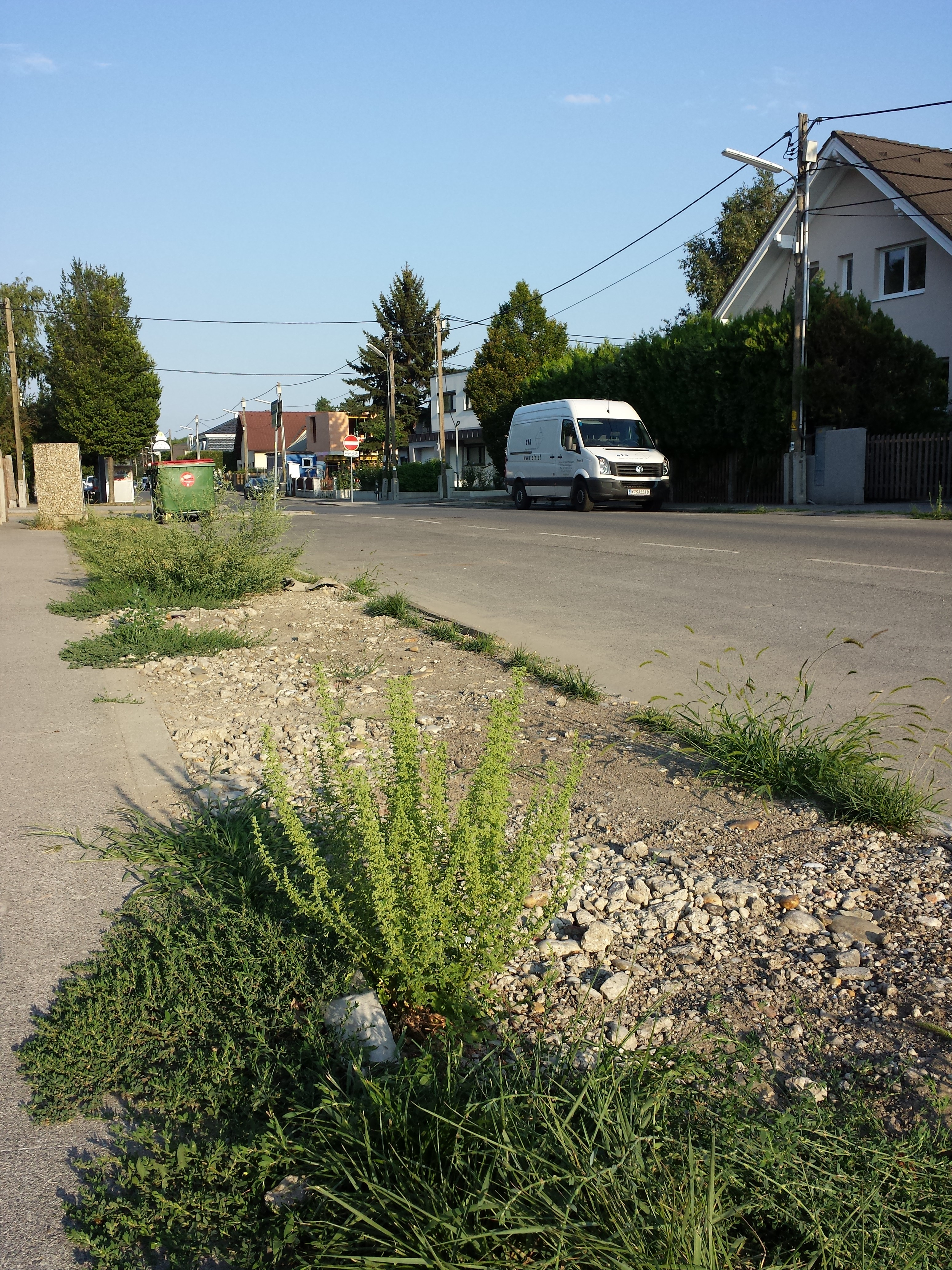
Vorkommen auf einer städtischen Ruderalfläche

Der Klebrige Drüsengänsefuß ist ein sommerannueller Therophyt. Die Drüsen können als Trockenheitsanpassung und als Fraßschutz gedeutet werden. Außerdem dienen sie der Klebausbreitung der Früchte und der ganzen Pflanze, die dadurch zum Kulturbegleiter wurde.
Die Blüten sind gynomonözisch, d. h. neben zwittrigen kommen auch rein weibliche Blüten vor. Die Bestäubung erfolgt in der Regel durch den Wind.

## Vorkommen
Der Klebrige Drüsengänsefuß ist in den warm-gemäßigten Regionen von Asien und Europa und auf der Arabischen Halbinsel heimisch. Sein natürliches Verbreitungsgebiet umfasst Südwesteuropa, das südliche Mitteleuropa, Südosteuropa, eventuell Nordafrika, Südwestasien, Mittelasien und Nepal bis zum chinesischen Xinjiang. Als eingebürgerte oder kultivierte Art kommt er auch in anderen Regionen mit subtropischem bis warm-gemäßigtem Klima vor, etwa in Nordamerika, Nordafrika und Nordeuropa.
Sein Lebensraum sind trockene, sandige oder kiesige Hänge, Lehmflächen, Täler und Flussterrassen, Ödland, oder Ruderalstandorte wie Straßenränder bis zu einer Höhenlage von etwa 2000 Meter. Im System der Pflanzensoziologie ist er in Mitteleuropa eine Kennart der Assoziation Chenopodietum botryos. Er gilt als Zeigerpflanze für Wärme oder Seeklima. In Südeuropa ist er eine Charakterart der Ordnung Chenopodietalia muralis. Die ökologischen Zeigerwerte nach Landolt et al. 2010 sind in der Schweiz: Feuchtezahl F = 1 (sehr trocken), Lichtzahl L = 4 (hell), Reaktionszahl R = 3 (schwach sauer bis neutral), Temperaturzahl T = 5 (sehr warm-kollin), Nährstoffzahl N = 4 (nährstoffreich), Kontinentalitätszahl K = 4 (subkontinental).
In Deutschland ist der Klebrige Drüsengänsefuß etwa seit dem 19. Jahrhundert als Neophyt eingebürgert Hier wächst er in kurzlebigen Unkrautfluren, beispielsweise in stickstoffliebenden Flussmeldenfluren (Chenopodion rubri) oder in Salzkrautfluren auf städtisch-industriellen Sonderstandorten (Salsolion).
In Österreich tritt Dysphania botrys nur in den Bundesländern Wien, Niederösterreich, dem Burgenland, Oberösterreich und der Steiermark sowie unbeständig in Kärnten auf stein-, schotter- oder sandreichen Ruderalstellen, Schottergruben und Schlackenhalden in der collinen Höhenstufe auf. In Tirol ist die Art wieder ausgestorben. Nur in den wärmsten Gebieten und insbesondere im Pannonikum ist die Art eingebürgert und zerstreut bis selten anzutreffen, ansonsten nur unbeständig.

## Systematik
Dysphania botrys gehört zur Untersektion Botrys (Aellen & Iljin) Mosyakin & Clemants in der Sektion Botryoides (C.A.Mey.) Mosyakin & Clemants innerhalb der Gattung Dysphania.
Die Erstveröffentlichung erfolgte 1753 durch Carl von Linné unter dem Namen (Basionym) Chenopodium botrys L. in Species Plantarum. Sergei Mosyakin und Steven Clemants stellten diese Art als Dysphania botrys 2002 in die Gattung Dysphania.
Diese Art wurde häufig in verschiedene Gattungen eingruppiert. Synonyme für Dysphania botrys (L.) Mosyakin & Clemants sind Ambrina botrys (L.) Moq., Atriplex botrys (L.) Crantz, Botrydium botrys (L.) Small, Chenopodium botrys L., Neobotrydium botrys (L.) Moldenke, Roubieva botrys (L.) Fuss, Teloxys botrys (L.) W.A.Weber und Vulvaria botrys (L.) Bubani.

## Trivialnamen
Der Klebrige Drüsengänsefuß wird auch Kleb-Drüsengänsefuß, Gewöhnlicher Drüsengänsefuß, Klebriger Gänsefuß, Drüsiger Gänsefuß und Bertholdskraut genannt. Weitere deutschsprachige Trivialnamen sind bzw. waren auch Türkischer Beifuß, Eiche von Jerusalem, Kraut Botris, Krottenkraut (Bern), Lungenkraut (Meißen), Motekrokt (Siebenbürgen), Mottenkraut (Schlesien) und Traubenkraut.

## Nutzung

### Nahrungspflanze
Die Blätter des Klebrigen Drüsengänsefußes sind gekocht als Gemüse essbar, sollten wegen der Saponine aber nur in kleinen Mengen verzehrt werden. Die Blätter können auch als Tee-Ersatz verwendet werden.
Auch die Samen sind essbar. Vor dem Kochen weicht man sie über Nacht in Wasser ein und spült danach gut ab, um den Saponingehalt zu verringern. Die Samen können auch zu Mehl gemahlen werden und als Mehlzusatz dienen, allerdings ist die Ernte der kleinen Samen mühsam.

### Heilpflanze
Klebriger Drüsengänsefuß ist ein Antiasthmatikum und wird auch zur Behandlung von Katarrh verwendet. Auch als Ersatz für Mexikanischer Drüsengänsefuß (Dysphania ambrosioides) als Mittel gegen Wurminfektionen (Anthelminthikum) ist er benutzt worden. Das ätherische Öl enthält aber nicht den Wirkstoff Ascaridol.

### Weitere Nutzungen
Aus der ganzen Pflanze können goldene und grüne Farbstoffe gewonnen werden.
Die getrockneten Pflanzen können als Repellent gegen Motten eingesetzt werden. In Duftkissen dienen die aromatischen Pflanzen zur Raumbeduftung.
Der Klebriger Drüsengänsefuß wird als Zierpflanze verwendet.